# Vasilevo
Vasilevo (mazedon. Василево) ist ein Dorf im Südosten der Republik Nordmazedonien. Es liegt in einem Tal zwischen der ca. 5 km entfernten Stadt Strumica und der Stadt Radoviš und ist Verwaltungssitz der gleichnamigen Gemeinde.
Die Gemeinde Vasilevo umfasst 18 Ortschaften und hat 12.122 Einwohner (Volkszählung von 2002), davon ca. 10.000 Mazedonier und ca. 2000 Türken. Die Fläche der Gemeinde beträgt 230,40 km².